# Drayton (Dakota du Nord)
Pour les articles homonymes, voir Drayton.
La ville de Drayton est située dans le comté de Pembina, dans l’État du Dakota du Nord, aux États-Unis. Sa population s’élevait à 824 habitants lors du recensement de 2010, estimée à 766 habitants en 2018.

## Histoire
Initialement nommée Hastings Landing, Drayton est fondée en 1878 par des colons originaires de Drayton (en) en Ontario, qui la rebaptisent d'après cette même localité.

## Démographie
| Groupe            | Drayton | Dakota du Nord | États-Unis |
| ----------------- | ------- | -------------- | ---------- |
| Blancs            | 98,3    | 90,0           | 72,4       |
| Amérindiens       | 0,6     | 5,4            | 0,9        |
| Métis             | 0,6     | 1,8            | 2,9        |
| Autres            | 0,5     | 2,8            | 23,8       |
| Total             | 100     | 100            | 100        |
|                   |         |                |            |
| Latino-Américains | 1,5     | 2,0            | 16,7       |

Selon l’American Community Survey, pour la période 2011-2015, 95,94 % de la population âgée de plus de 5 ans déclare parler l'anglais à la maison, 2,03 % déclare parler l'espagnol, 1,56 % le polonais et 0,47 % le français.
| 1880 | 1890 | 1900 | 1910 | 1920 | 1930 |
| ---- | ---- | ---- | ---- | ---- | ---- |
| 62   | 318  | 688  | 587  | 637  | 502  |

| 1940 | 1950 | 1960 | 1970  | 1980  | 1990 |
| ---- | ---- | ---- | ----- | ----- | ---- |
| 688  | 875  | 940  | 1 095 | 1 082 | 961  |

| 2000 | 2010 | - | - | - | - |
| ---- | ---- | - | - | - | - |
| 913  | 824  | - | - | - | - |

## Jumelage
- Lesparre-Médoc (France)

## Source
- (en) Cet article est partiellement ou en totalité issu de l’article de Wikipédia en anglais intitulé « Drayton, North Dakota » (voir la liste des auteurs).